# Выстрел на границе
«Выстрел на границе» — советский художественный широкоэкранный чёрно-белый фильм, снятый режиссёром Дмитрием Кесаянцем на киностудии «Арменфильм» в 1970 году.

## Сюжет
Пограничник Ашот Терзян замечает подозрительного человека, который оказывается нарушителем границы. В результате преследования незнакомца, его задерживают пограничники.

## Роли исполняют
- Армен Айвазян — капитан Ванунц
- Арцрун Манукян — старший лейтенант Саркисян
- Борис Битюков — полковник Козырев
- Овик Ванян — Ашот Терзян
- Гоарик Акопян — Нонна
- Рита Гладунко — Вера Сергеевна
- Вячеслав Сирин — старшина
- Азат Шеренц — нарушитель
- Натан Геворкян — погранкомиссар
- Валентин Грачёв — Паша

## Съёмочная группа
- Режиссёр-постановщик: Дмитрий Кесаянц
- Автор сценария: Михаил Овчинников, Юрий Волков
- Операторы-постановщики: Иван Дильдарян, Армен Миракян
- Художник-постановщик: Грайр Карапетян
- Композитор: Эдгар Оганесян
- Звукорежиссёр: Заник Мурадбекян

## Премьера
Премьера фильма состоялась 31 мая 1971 года. За первый год кинопроката картину посмотрели 13,6 млн зрителей.